# Hans-Georg Gadamer
Hans-Georg Gadamer, född 11 februari 1900 i Marburg, död 13 mars 2002 i Heidelberg, var en tysk filosof, främst känd för sin hermeneutik.

## Biografi

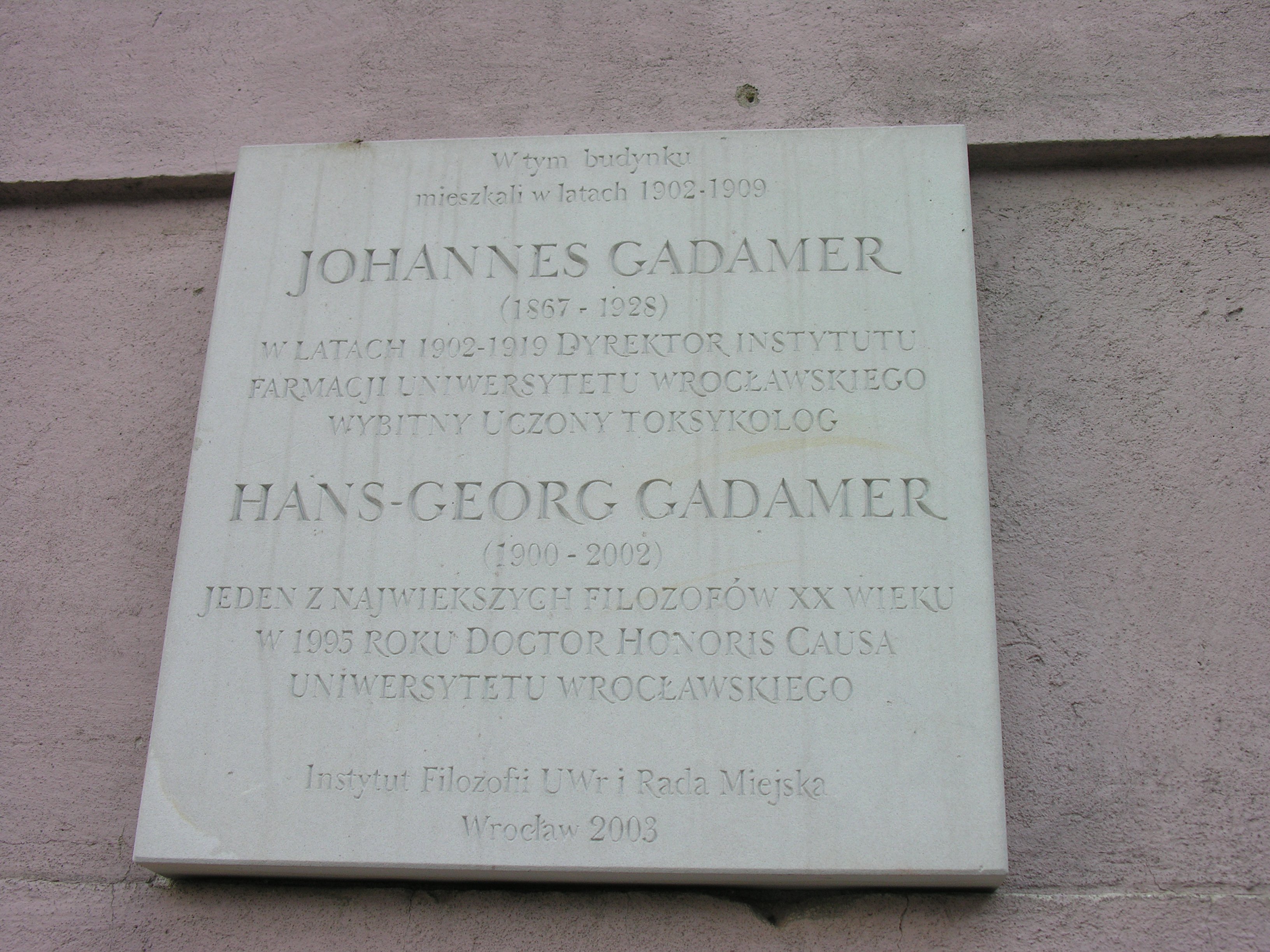
Minnestavla i Wrocław

Hans-Georg Gadamer föddes i Marburg som son till en farmaceutisk kemist, som senare blev rektor vid universitetet i staden. Gadamer stod emot faderns önskan att han skulle studera naturvetenskap, och blev mer och mer intresserad av humaniora. Han tillbringade ungdomen i Breslau, där han även studerade under Richard Hönigswald, men han flyttade snart tillbaka till Marburg för att studera för de nykantianska filosoferna Paul Natorp och Nicolai Hartmann. År 1922 försvarande han sin avhandling Das Wesen der Lust nach den platonischen Dialogen.
Därefter reste han till Freiburg im Breisgau där han studerade för Martin Heidegger, som ännu bara var en lovande talang. Gadamer tillhörde samma grupp studenter som bland andra Leo Strauss, Karl Löwith och Hannah Arendt. Mellan honom och Heidegger utvecklades en vänskap, och när Heidegger erhöll en professur i Marburg, följde Gadamer honom dit. Det var under Heideggers inflytande som Gadamers tänkande tog sin egenartade vändning, och han tog avstånd från nykantianismen. Gadamer studerade även Aristoteles, både under Edmund Husserl och under Heidegger.
År 1929 utsågs Gadamer till privatdocent, efter en habilitation för Heidegger med Platos dialektische Ethic. Under en större del av 1930-talet undervisade Gadamer i Marburg. Till skillnad från Heidegger var han antinazist, dock utan något politiskt engagemang under Tredje riket. Gadamer hjälpte till att ge skydd under en tid till den judiska filosofen Jacob Klein. Under hela nazitiden fick han ingen avlönad position, och först under krigsslutet fick han en tjänst i Leipzig. 1946 bedömde de amerikanska ockupationsmakterna att han var opåverkad av nazismen, varför han utnämndes till rektor för universitetet där. Östtyskland var emellertid lite för likt Nazityskland, ansåg Gadamer, och han flyttade därför till Västtyskland, där han först fick tjänst i Frankfurt am Main, och 1949 efterträdde han Karl Jaspers vid universitetet i Heidelberg. Som emeritus hade han kvar denna post till sin död 2002.
Det var under denna tid han sammanställde sitt magnum opus Wahrheit und Methode. Grundzüge einer philosophischen Hermeneutik (1960), och hade sin berömda diskussion med Jürgen Habermas om möjligheten att förflytta historien och den kulturella ordningen till en punkt varifrån den är möjligt att objektivt kritisera samhället. Debatten var mångordig, men var början till en varm vänskap mellan de båda. Det var Gadamer som såg till att Habermas fick sin professur i Heidelberg. Ett senare försök att skapa en fruktbar debatt med Jacques Derrida misslyckades på grund av deras olikheter. Efter Gadamers bortgång, sade Derrida att misslyckandet att finna en gemensam grund varit en av de svåraste händelserna i hans liv, och i sin minnesruna över Gadamer uttryckte han sin personliga och yrkesmässiga respekt.

## Filosofi
Gadamers filosofiska ansats, om vilket han talar i Wahrheit und Methode, var att problematisera begreppet ”filosofisk hermeneutik”, något som Heidegger påbörjat men endast berört i förbigående. Gadamers målsättning var att ringa in den mänskliga förståelsens natur. I nämnda bok resonerar Gadamer för att ”sanning” och ”metod” är två motstridiga begrepp. Han kritiserade vidare två förhållningssätt till humanvetenskaperna (Geisteswissenschaften). Å ena sidan var han kritisk till ett modernt förhållningssätt till humaniora som byggde på naturvetenskapens modell (och därför på dess rigorösa vetenskapliga metod), så som den manifesterades i positivismen. Å andra sidan tog han strid mot den traditionella tyska inställningen i humaniora, vilken representerades av bland andra Friedrich Schleiermacher och Wilhelm Dilthey, som utgick från att en korrekt tolkning av en text innebar att finna intentionen hos författaren som skrivit den. 
I kontrast till båda dessa inställningar, menade Gadamer att människans medvetande är ett resultat av hennes historia, och att människans förståelse faller tillbaka på den specifika historia och kultur som skapat hennes medvetande. Att tolka en text innebär därför en sammansmältning av förståelsehorisonter, där den tolkande söker en mening som artikulerar dennes eget förflutna. Wahrheit und Methode var inte avsett att vara ett program för en ny slags hermeneutisk metod att tolka texter. Vad Gadamer ville åstadkomma var en beskrivning över vad människan alltid gör när hon tolkar, vare sig hon är medveten om detta eller inte.
Wahrheit und Methode har översatts till ett flertal språk, till svenska i urval av Arne Melberg. Hans samlade verk på tyska innehåller ett band där han utvecklar sina argument och diskuterar kritiska responser på Wahrheit und Methode. Slutligen kan sägas att Gadamers essä om Paul Celan anses av många — inklusive Heidegger och Gadamer själv — som ett andra band eller en fortsättning på Wahrheit und Methode.
Vid sidan av bidragen till hermeneutiken, är Gadamer också känd för sin rikliga mängd avhandlingar om grekisk filosofi. Även om Wahrheit und Methode blev hans huvudverk under hans senare år, utgjordes större delen av Gadamers tidiga arbeten i själva verket av klassiska studier. Hans verk om Platon anses av många vara viktigare än hans verk om hermeneutik.

### Om förståelsens cirkel
En ofta anförd teori som Gadamer utvecklar i "Om förståelsens cirkel", är den om den hermeneutiska cirkeln, ett begrepp som redan användes i den klassiska hermeneutiken som uppstod i renässanshumanismen. Med den hermeneutiska cirkeln menar Gadamer den konstruktion av mening som tolkaren av ett fenomen skapar genom att röra sig från helheten (satsen) till delen (satsdelarna), och tillbaka till helheten. Tolkarens uppgift är att "i koncentriska cirklar utvidga den förstådda meningens helhet" (s.326). Han avvisar därmed Schleiermachers beskrivning av den hermeneutiska cirkeln; för Schleiermacher innebar den förhållandet mellan medvetandet och dess sammanhang. Senare skulle Wilhelm Dilthey förklara Schleiermachers teori som ett kretslopp runt en medelpunkt. Gadamer lutar sig mot Martin Heidegger för att vederlägga Schleiermachers beskrivning; tolkningen måste förbindas med saken självt, inte kretsa runt den. 
I likhet med andra hermeneutiker menar Gadamer att tolkningen är en ständig process, och Gadamer framhåller vikten att gå tillbaka till "sakerna själva", det vill säga texterna, och jämföra med tolkningsutkasten och förförståelserna. Det är endast genom uttrycken för meningen som tolkaren kan förstå, och meningen är uttryckt enligt de traditioner som frambringat den. Förståelsen kräver med andra ord enighet i fråga om tradition; kan inte tolkaren förlika sig med den traditionen som frambringat uttrycket kan ingen förståelse uppnås, anser Gadamer. Gadamer avvisar historismens tro att texter är bundna vid tidens anda, och menar att ett tidsavstånd är nödvändigt för full förståelse, eftersom endast detta frilägger de förutfattade meningarna om vad tolkaren tror att texten säger.

## Hedersdoktorat
Gadamer tilldelades hedersdoktorat från följande universitet: Universitetet i Bamberg, Universitetet i Wrocław, Boston College, Karlsuniversitetet i Prag, Hamilton College, Universitetet i Leipzig, Universitetet i Marburg (1999), Universitetet i Ottawa, Sankt Petersburgs statsuniversitet (2001), Universitetet i Tübingen och Universitetet i Washington.

## Svenska översättningar
- Förnuftet i vetenskapens tidsålder (Vernunft im Zeitalter der Wissenschaft) (översättning Thomas Olsson (översättare)Thomas Olsson) (Daidalos, 1989)
- Sanning och metod (Ur Wahrheit und Methode) (urval, inledning och översättning av Arne Melberg) (Daidalos, 1997)
- Den gåtfulla hälsan: essäer och föredrag (översättning Jim Jakobsson) (Dualis, 2003)
- Konst som spel, symbol och fest (Die Aktualitet des Schönen) (översättning Pehr Sällström) (Dualis, 2013)